# روار غرونفولد
روار غرونفولد (بالنرويجية البوكمول: Roar Grønvold)‏ هو لاعب كرة قدم ومدرب كرة قدم نرويجي، ولد في 19 مارس 1946 في Sandsvær ‏ في النرويج. لعب مع Holmestrand og Botne SK ‏.

## وصلات خارجية
- روار غرونفولد على موقع SpeedSkatingBase.eu (الإنجليزية)
- روار غرونفولد على موقع SpeedSkatingNews.info (الإنجليزية)
- روار غرونفولد على موقع SpeedSkatingStats.com (الإنجليزية)
- روار غرونفولد على موقع اللجنة الأولمبية الدولية (الإنجليزية)
- روار غرونفولد على موقع أوليمبيديا (الإنجليزية)